# Смерть суб'єкта
Смерть суб'єкта (фр. mort du sujet) — вислів, уведений М. Фуко в роботі «Слова та речі», результат структуралістського погляду на людину, життя якої, і в першу чергу мислення, значною мірою є суспільно обумовленим. Суб'єкт є носієм певної соціально-економічної, культурної, духовної, політичної, ідеологічної позиції, що надає йому суспільство. В умовах надмірної детермінації людина «втрачає» індивідуальне, тобто «помирає». Людину, — вважає Фуко, зітруть як портрет, який намальований на піску біля морського берега. Якщо ж попередник Фуко, Фрідріх Ніцше оголосив смерть Бога, то сам він передбачив смерть людини. Фуко, відчуваючи рамки, за якими такий «теоретичний антигуманізм» втрачає сенс, у пізньому періоді наукової діяльності розробляє концепцію усіх можливих шляхів виходу суб'єкта з кола детермінації.
Смерть суб'єкта — постмодерністський метафоричний термін для позначення одного з двох полюсів амбівалентної тенденції розмивання визначеності суб'єкт-об'єктної опозиції в рамках сучасного типу філософствування. Термін «смерть суб'єкта» увійшов в філософський обіг після статті Барта «Смерть автора». Інтенція сучасної культури на смерть суб'єкта підготовлена еволюцією некласичної філософії, багато в чому деформувалися традиційно-класичне розуміння суб'єкта як носія чистої когнітивної раціональності. Монолітність суб'єкта розхитується в некласичної філософії процессуальністю протистояння «Воно» і «Над-Я» в класичному фрейдизмі, перманентним марксистським трансцензусом до абстракції суспільства, фокусуванням феноменологією уваги на інтенціональності свідомості, структуралістським перенесенням центру ваги з особистого суб'єкта на безособовий текст та інше.
Зміст
Фуко відкидає не категорії суб'єкта взагалі — він виступає проти картезіанської, раціоналістичної моделі суб'єктивності. Тому говорити про «смерть суб'єкта» слід лише в наступних основних значеннях: «Смерть суб'єкта» — методологічна позиція, яка дозволяє поглянути на життя людини в суспільстві під новим кутом зору. По-перше, це розгляд соціокультурного простору, що описується як гіпертекст, за відсутності передбачуваного виробника «текстів». Це дає можливість проаналізувати механізми трансформації наукових дискурсів, хоча і не веде нас до з'ясування причин цих трансформацій. По-друге, це дозволяє виявити владні відносини, створювані науковими дискурсами, як дисциплінарну розмітку соціокультурного поля і простежити характер інтердискурсивних взаємодій. По-третє, така позиція дає можливість для неметафізичного опису історичного процесу, уникаючи телеологізма і метафізичного антропоцентризму. Фуко констатує «смерть» картезіанського суб'єкта як історичної моделі суб'єктивності. Раціоналістичне уявлення про суверенний суб'єкт було продуктом своєї епохи і стало можливим завдяки характерній для Нового часу модифікації наукового і філософського дискурсів. У зв'язку з трансформацією цих дискурсів в сучасному світі виникла необхідність у створенні нової моделі суб'єктивності. Фуко наполягає на тому, що виявлення історичності раціоналістичного суб'єкта стало можливим тільки в XX столітті, оскільки опис і аналіз дискурсу неможливо зробити, перебуваючи «всередині» цього дискурсу. Це означає, що кожна епоха, не виключаючи і ту, в яку живемо ми, приречена створювати власні моделі суб'єктивності, які будуть виявлятися непридатними для майбутнього. Таким чином, Фуко виступає не проти раціоналізму як такого, звинувачуючи його в «хибності» і мінливості мислення, але виявляє необхідність конституювання нових моделей суб'єктивності в новому світі.
В силу такої установки, Фуко наполягає на необхідності деконструювання раціоналістичної метафізики, що в конкретному додатку можна розглядати як побажання «смерті» картезіанському суб'єкту. Цей останній конструкт, що колись відповідав вимогам наукового дискурсу класичної епохи, в даний час став явним анахронізмом і в своїй боротьбі за виживання перетворився на знаряддя репресій метафізичного дискурсу. Тому знищення такої моделі суб'єктивності представляється Фуко революційним перетворенням в філософії, яке відкриває шлях для новітнього типу філософської думки, яку, до речі, ще тільки належить виробити.